# フェデリコ・アンドレオッティ
フェデリコ・アンドレオッティ（Federico Andreotti、1847年3月6日 - 1930年10月30日）はイタリアの画家、イラストレーターである。風俗画や17世紀・18世紀の衣装を着た人物画などを描いた。

## 略歴
フィレンツェで生まれた。1861年かフィレンチェ美術学校 で、エンリコ・ポラストリーニ、ステファノ・ウッシ、アンジェロ・トリッカに学んだ。1864年にイタリア国王、ヴィットーリオ・エマヌエーレ2世のために、15世紀の宗教改革の先駆者、ジロラモ・サヴォナローラを描いた大作を描いた。
挿絵画家として、詩人レナート・フチーニによるNeri Tanfucio名義の短編集「ネリの徹夜：トスカーナの風土と人物)」の挿絵も描いた。
17世紀・18世紀の衣装を着た人物画、テンペラ画やフレスコ画も描いた。
1879年にフィレンチェ美術学校の教授に任じられた。1879年から1883年の間は、ロンドンのロイヤル・アカデミー・オブ・アーツの展覧会にも出展した。

## 作品

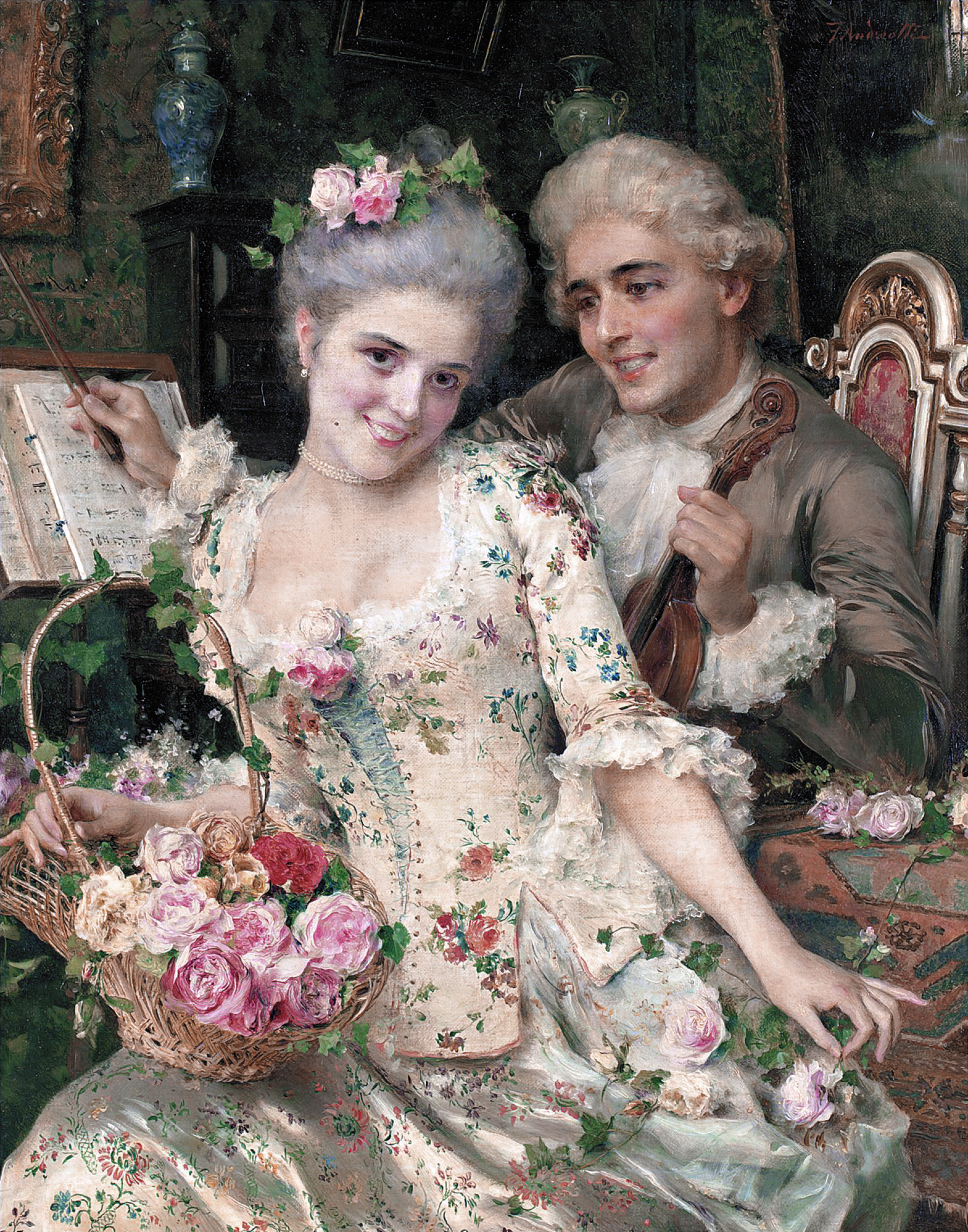
花籠
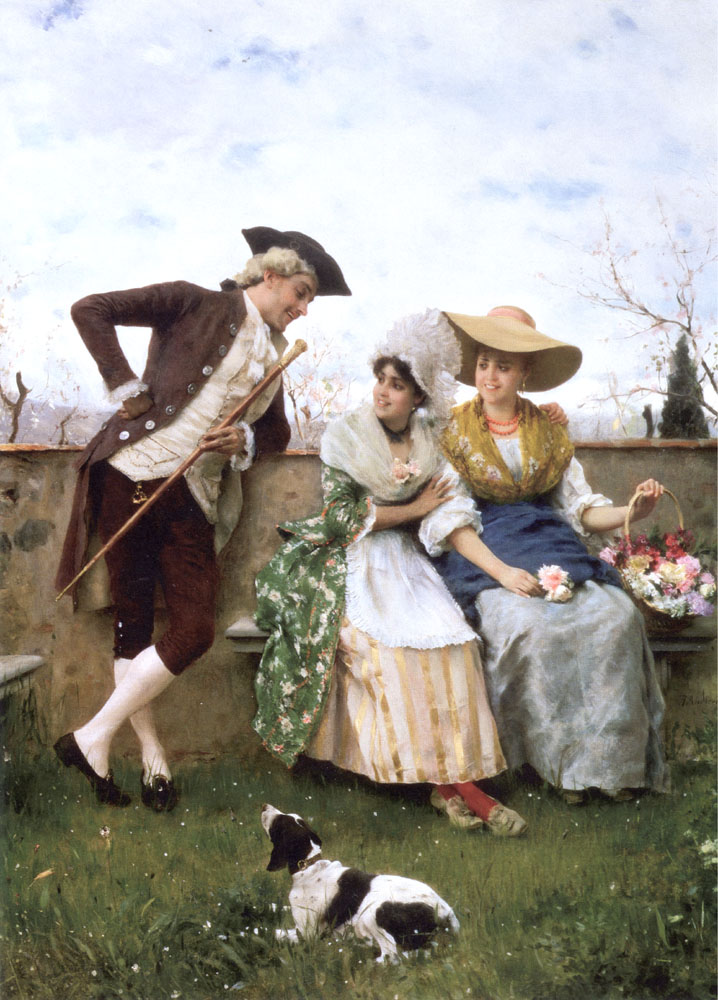
浮気
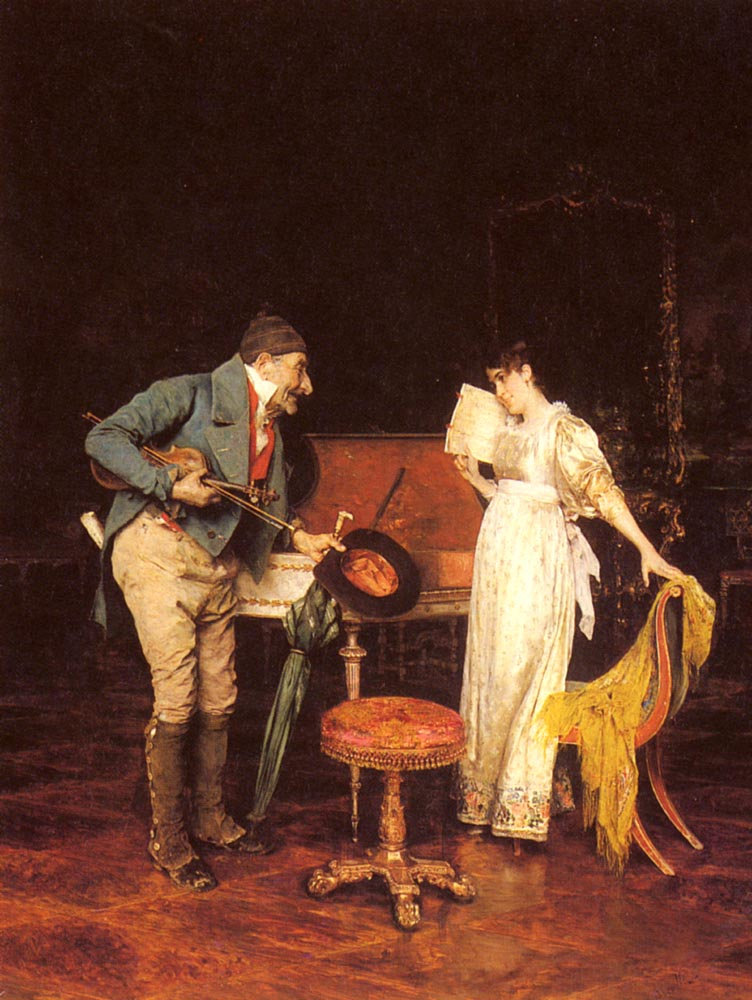
音楽の授業
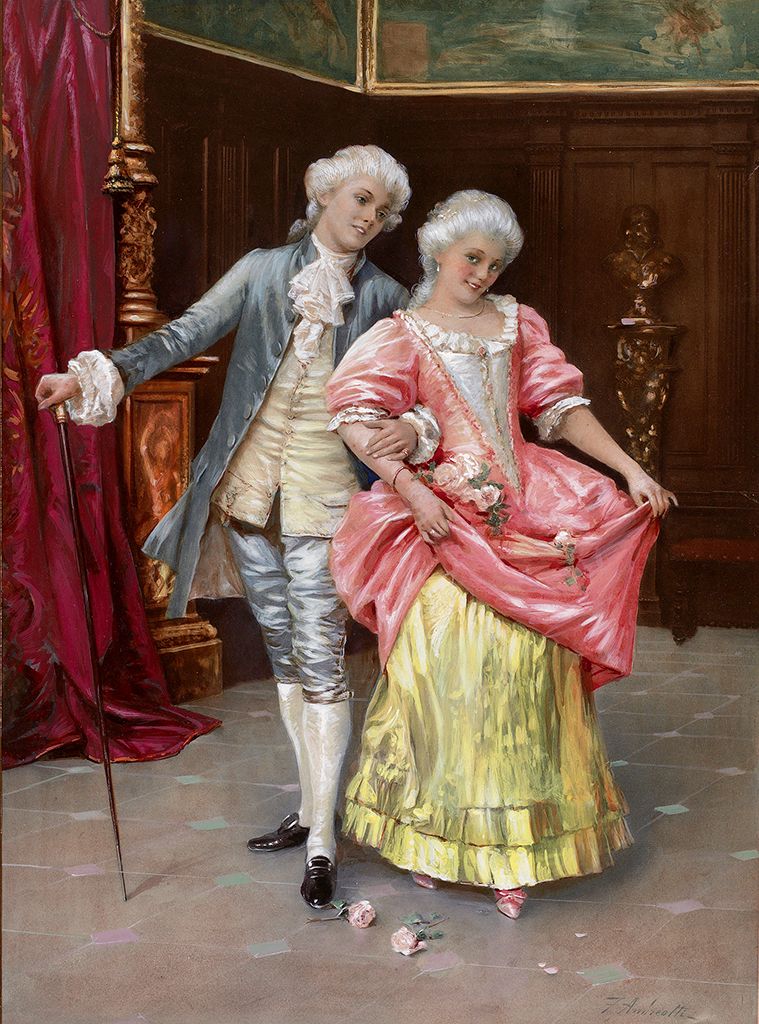
ロココ時代の2人の若者

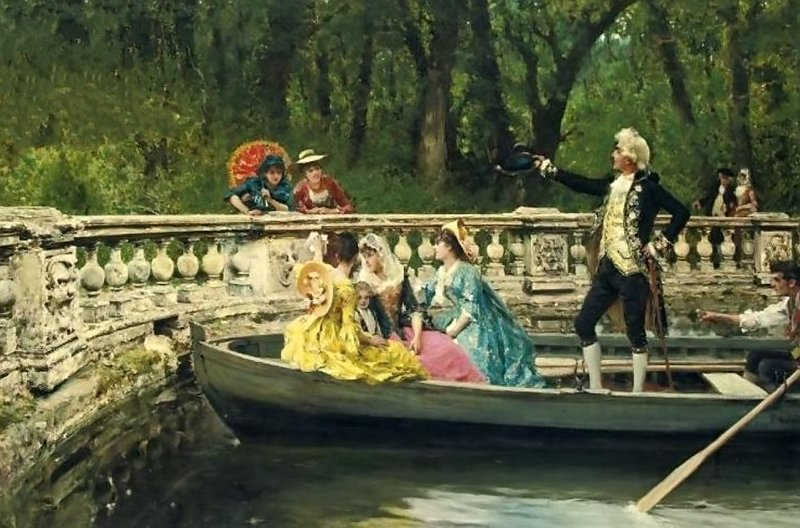
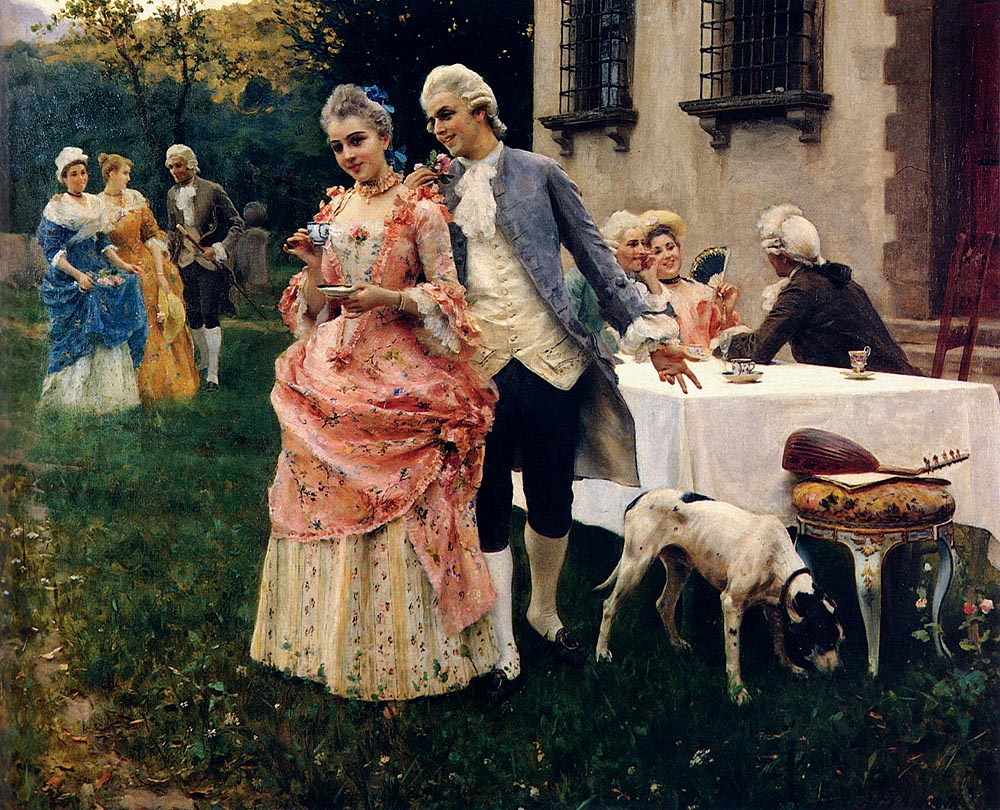
午後のお茶
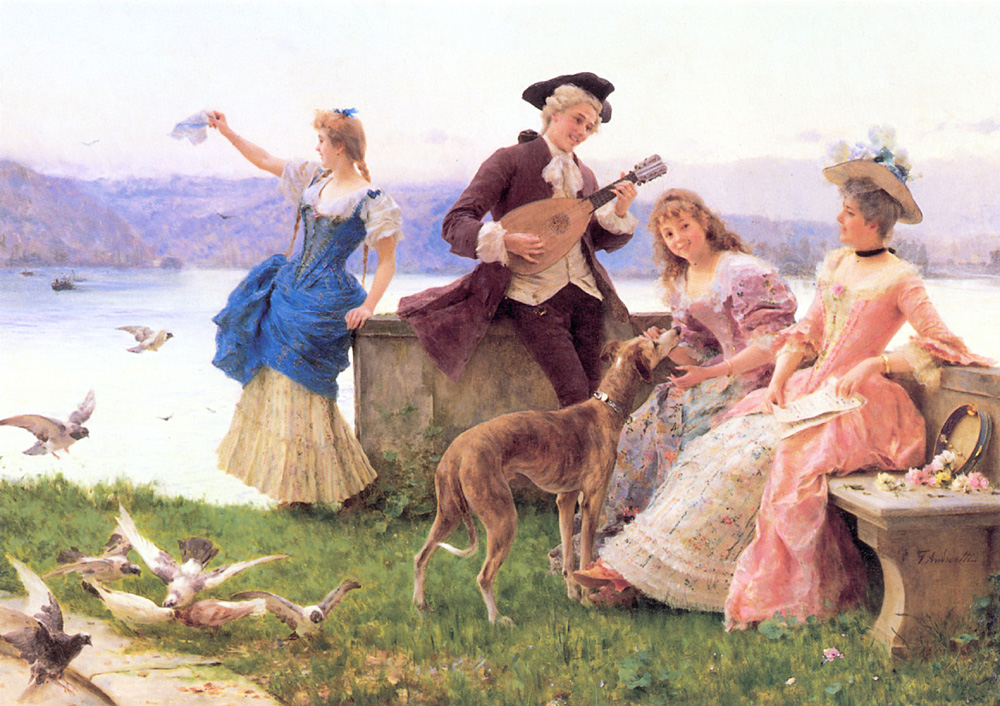
日帰り旅行